# Tine Aurvig-Huggenberger
Tine Aurvig-Huggenberger (født Tine Aurvig Jørgensen, senere Tine Aurvig-Brøndum 17. april 1963 i Helsingør) er en dansk forfatter og debattør, tidligere fagforeningsleder og tidligere direktør.
Aurvig-Huggenberger arbejdede som pædagogmedhjælper og gjorde fra midten af 1980'erne karriere i Pædagogisk Medhjælper Forbund som tillidsrepræsentant og afdelingsformand. I 1992 valgtes hun som formand for LO-Storkøbenhavn og i 1995 som sekretær i LO. Ved LO's kongres i 1996 vandt hun over Ib Wistisen som næstformand med støtte fra blandt andet Kvindeligt Arbejderforbund og Dansk Metalarbejderforbund. Hun blev dermed LO's første kvindelige næstformand.
Mens hun, da hun i 1986 blev formand for Pædagogisk Medhjælper Forbunds afdeling på Frederiksberg var medlem af Danmarks Kommunistiske Parti, var hun fra 1991 medlem af Socialdemokratiet. I sin tid som DKP-medlem nåede hun at være på partiskole i Warnemünde i det daværende DDR.
Ved LO's kongres i 2007 stillede hun op som kandidat til formandsposten, men tabte til LO-sekretær Harald Børsting. Umiddelbart efter meddelte Aurvig-Huggenberger, at hun trak sig fra LO-arbejdet. I Aurvig-Huggenbergers senere selvbiografi påtager daværende formand for Socialdemokratiet Helle Thorning-Schmidt sig ansvaret for nederlaget. "Det er, fordi jeg blev valgt. De kan ikke tåle to kvinder i spidsen af arbejderbevægelsen," siger hun i bogen.
I kølvandet på sin exit fra LO rejste hun et økonomisk krav mod organisationen om en såkaldt tilsagnspension. I retten forklarede hun, at hun forud for retssagen under et møde med LO's sekretariatschef Finn Larsen sagde nej tak til et tilbud om at få en million kroner på en pensionsordning, hvis hun til gengæld droppede sit krav om en tilsagnspensionen. Tilsagnspensionen ville sikre hende to tredjedele af en LO-næstformands løn resten af livet, fra hendes fyldte 62. år. Fagforbundet HK Danmark førte sagen for Tine Aurvig-Huggenberger og vandt sagen i Københavns Byret, men tabte den i Østre Landsret.
Fra december 2008 var hun public affairs-rådgiver i kommunikationsbureauet PrimeTime. I 2010 blev hun chef for public affairs samme sted, og i 2012 blev hun partner. I 2010 blev Aurvig-Huggenberger færdig med sin MPA (Master of Public Administration) fra Copenhagen Business School. Fra 2012-2021 var hun direktør for brancheforeningen Kreativitet & Kommunikation. 
Hun er gift med arkitekt Karl Aurvig-Huggenberger.
Hun fortalte i 2023, at hun er i gang med at skrive en bog i samarbejde med sin søn, Daniel (født 1989), der afsoner en lang fængselsdom for drabsforsøg.

## Debattør
Tine Aruvig-Huggenberger er pr. 2024 fortsat socialdemokrat og nær veninde til tidligere statsminister Helle Thorning-Schmidt. Det har dog ikke hindret hende i fra tid til anden at kritisere partiet i skarpe vendinger i medierne. I sin selvbiografi fra 2018 fastslår hum, at beskyldningerne om løftebrud, der blev rettet mod Thornings regering var selvforskyldt.
Hun skriver jævnligt klummer og kommentarer på Altinget.dk, ligesom hun medvirker i talkshowet News & Co. på TV 2 News.